# Only (chanson)
Singles de Nine Inch Nails
The Hand That Feeds
(2005) Every Day Is Exactly the Same
(2006)
Only est un single du groupe Nine Inch Nails extrait de l'album With Teeth. Dont le clip a été réalisé par David Fincher.